# 美国乔治亚中区联邦地区法院
美国乔治亚中区联邦地区法院 （引用时缩写为M.D. Ga.）是美国94个、乔治亚州3个联邦地区法院之一。该法院审理后的案件需上诉至第十一巡回法院，专利及《塔克法案》相关的案件需上诉至联邦巡回区法院。该法院的总部在梅肯 (佐治亚州)。